# Teaterregissör
Teaterregissör, ett av de tyngsta ledaryrkena inom teatern. Teaterregissören har det konstnärliga och slutgiltiga ansvaret för det sceniska uttrycket för en teaterproduktion.
Leder och planerar arbetet själv eller tillsammans med exempelvis regiassistent, kostymör, scenograf, koreograf och andra kreativa yrken inom teatern.